# NBA All-Defensive Team 1980-1990
Cestisti inseriti nell'NBA All-Defensive Team per il periodo 1980-1990

## Elenco
|           | Membri del Naismith Memorial Basketball Hall of Fame |
| Grassetto | NBA Defensive Player of the Year Award               |

| Stagione  |                            |                        |                          |                        |
| Stagione  | 1º quintetto               | 1º quintetto           | 2º quintetto             | 2º quintetto           |
| Stagione  | Giocatore                  | Squadra                | Giocatore                | Squadra                |
| --------- | -------------------------- | ---------------------- | ------------------------ | ---------------------- |
| 1980-1981 | Bobby Jones (5)            | Philadelphia 76ers     | Dan Roundfield (2)       | Atlanta Hawks          |
| 1980-1981 | Caldwell Jones             | Philadelphia 76ers     | Kermit Washington (2)    | Portland Trail Blazers |
| 1980-1981 | Kareem Abdul-Jabbar (10)   | Los Angeles Lakers     | George Johnson           | San Antonio Spurs      |
| 1980-1981 | Dennis Johnson (3)         | Phoenix Suns           | Quinn Buckner (3)        | Milwaukee Bucks        |
| 1980-1981 | Micheal Ray Richardson (2) | New York Knicks        | Dudley Bradley (pari)    | Indiana Pacers         |
| 1980-1981 | Micheal Ray Richardson (2) | New York Knicks        | Michael Cooper (pari)    | Los Angeles Lakers     |
| 1981-1982 | Bobby Jones (6)            | Philadelphia 76ers     | Larry Bird               | Boston Celtics         |
| 1981-1982 | Dan Roundfield (3)         | Atlanta Hawks          | Lonnie Shelton           | Seattle SuperSonics    |
| 1981-1982 | Caldwell Jones (2)         | Philadelphia 76ers     | Jack Sikma               | Seattle SuperSonics    |
| 1981-1982 | Michael Cooper (2)         | Los Angeles Lakers     | Quinn Buckner (4)        | Milwaukee Bucks        |
| 1981-1982 | Dennis Johnson (4)         | Phoenix Suns           | Sidney Moncrief          | Milwaukee Bucks        |
| 1982-1983 | Bobby Jones (7)            | Philadelphia 76ers     | Larry Bird (2)           | Boston Celtics         |
| 1982-1983 | Dan Roundfield (4)         | Atlanta Hawks          | Kevin McHale             | Boston Celtics         |
| 1982-1983 | Moses Malone (2)           | Philadelphia 76ers     | Wayne Rollins            | Atlanta Hawks          |
| 1982-1983 | Sidney Moncrief (2)        | Milwaukee Bucks        | Michael Cooper (3)       | Los Angeles Lakers     |
| 1982-1983 | Dennis Johnson (5) (pari)  | Phoenix Suns           | T.R. Dunn                | Denver Nuggets         |
| 1982-1983 | Maurice Cheeks (pari)      | Philadelphia 76ers     | T.R. Dunn                | Denver Nuggets         |
| 1983-1984 | Bobby Jones (8)            | Philadelphia 76ers     | Larry Bird (3)           | Boston Celtics         |
| 1983-1984 | Michael Cooper (4)         | Los Angeles Lakers     | Dan Roundfield (5)       | Atlanta Hawks          |
| 1983-1984 | Wayne Rollins (2)          | Atlanta Hawks          | Kareem Abdul-Jabbar (11) | Los Angeles Lakers     |
| 1983-1984 | Maurice Cheeks (2)         | Philadelphia 76ers     | Dennis Johnson (6)       | Boston Celtics         |
| 1983-1984 | Sidney Moncrief (3)        | Milwaukee Bucks        | T.R. Dunn (2)            | Denver Nuggets         |
| 1984-1985 | Sidney Moncrief (4)        | Milwaukee Bucks        | Bobby Jones (9)          | Philadelphia 76ers     |
| 1984-1985 | Paul Pressey               | Milwaukee Bucks        | Danny Vranes             | Seattle SuperSonics    |
| 1984-1985 | Mark Eaton                 | Utah Jazz              | Akeem Olajuwon           | Houston Rockets        |
| 1984-1985 | Michael Cooper (5)         | Los Angeles Lakers     | Dennis Johnson (7)       | Boston Celtics         |
| 1984-1985 | Maurice Cheeks (3)         | Philadelphia 76ers     | T.R. Dunn (3)            | Denver Nuggets         |
| 1985-1986 | Paul Pressey (2)           | Milwaukee Bucks        | Michael Cooper (6)       | Los Angeles Lakers     |
| 1985-1986 | Kevin McHale (2)           | Boston Celtics         | Bill Hanzlik             | Denver Nuggets         |
| 1985-1986 | Mark Eaton (2)             | Utah Jazz              | Manute Bol               | Washington Bullets     |
| 1985-1986 | Sidney Moncrief (5)        | Milwaukee Bucks        | Alvin Robertson          | San Antonio Spurs      |
| 1985-1986 | Maurice Cheeks (4)         | Philadelphia 76ers     | Dennis Johnson (8)       | Boston Celtics         |
| 1986-1987 | Kevin McHale (3)           | Boston Celtics         | Paul Pressey (3)         | Milwaukee Bucks        |
| 1986-1987 | Michael Cooper (7)         | Los Angeles Lakers     | Rodney McCray            | Houston Rockets        |
| 1986-1987 | Hakeem Olajuwon (2)        | Houston Rockets        | Mark Eaton (3)           | Utah Jazz              |
| 1986-1987 | Alvin Robertson (2)        | San Antonio Spurs      | Maurice Cheeks (5)       | Philadelphia 76ers     |
| 1986-1987 | Dennis Johnson (9)         | Boston Celtics         | Derek Harper             | Dallas Mavericks       |
| 1987-1988 | Kevin McHale (4)           | Boston Celtics         | Buck Williams            | New Jersey Nets        |
| 1987-1988 | Rodney McCray (2)          | Houston Rockets        | Karl Malone              | Utah Jazz              |
| 1987-1988 | Hakeem Olajuwon (3)        | Houston Rockets        | Mark Eaton (4) (pari)    | Utah Jazz              |
| 1987-1988 | Hakeem Olajuwon (3)        | Houston Rockets        | Patrick Ewing (pari)     | New York Knicks        |
| 1987-1988 | Michael Cooper (8)         | Los Angeles Lakers     | Alvin Robertson (3)      | San Antonio Spurs      |
| 1987-1988 | Michael Jordan             | Chicago Bulls          | Fat Lever                | Denver Nuggets         |
| 1988-1989 | Dennis Rodman              | Detroit Pistons        | Kevin McHale (5)         | Boston Celtics         |
| 1988-1989 | Larry Nance                | Cleveland Cavaliers    | A.C. Green               | Los Angeles Lakers     |
| 1988-1989 | Mark Eaton (5)             | Utah Jazz              | Patrick Ewing (2)        | New York Knicks        |
| 1988-1989 | Michael Jordan (2)         | Chicago Bulls          | John Stockton            | Utah Jazz              |
| 1988-1989 | Joe Dumars                 | Detroit Pistons        | Alvin Robertson (4)      | San Antonio Spurs      |
| 1989-1990 | Dennis Rodman (2)          | Detroit Pistons        | Kevin McHale (6)         | Boston Celtics         |
| 1989-1990 | Buck Williams (2)          | Portland Trail Blazers | Rick Mahorn              | Philadelphia 76ers     |
| 1989-1990 | Hakeem Olajuwon (4)        | Houston Rockets        | David Robinson           | San Antonio Spurs      |
| 1989-1990 | Michael Jordan (3)         | Chicago Bulls          | Derek Harper (2)         | Dallas Mavericks       |
| 1989-1990 | Joe Dumars (2)             | Detroit Pistons        | Alvin Robertson (5)      | Milwaukee Bucks        |